# Bengt Kafle den yngre
Bengt Kafle den yngre född 1665 död 1715 i Almunge socken. Son till Erland Kafle och levde utan statlig tjänst på gårdarna Seglinge i Almunge socken och Gårdsby i Gårdsby socken. Gift med Elisabeth Bure som till makens minne år 1716 skänkte en predikstol till Almunge kyrka.[källa behövs]

## Källhänvisningar
1. ↑  ”Bengt Kafle”. Adelsvapen-Wiki. http://www.adelsvapen.com/genealogi/Kafle_nr_70#TAB_12. Läst 5 maj 2015.